# Церемония MTV Video Music Awards 2009
26-я церемония музыкальных наград MTV Video Music Awards 2009 прошла 13 сентября 2009 года в Нью-Йоркском Радио-сити-мьюзик-холл. Второй год подряд ведущим церемонии был британский комик Рассел Бренд. Церемония началась с трибьюта посвященного Майклу Джексону, в нём участвовали: Мадонна, она сказала вступительную речь, и сестра Майкла, Джанет Джексон.
4 августа 2009 года были объявлены номинанты церемонии. Бейонсе и Леди Гага получили больше всех номинаций, по 9. Бритни Спирс получила 7 номинаций. Больше всего получили наград за эту церемонию Бейонсе, Green Day и Леди Гага по 3 награды.

## Номинации
Победитель в номинации выделен жирным текстом.

### Видео года | Video of the Year
- Бейонсе — «Single Ladies (Put a Ring on It)»
- Эминем — «We Made You»
- Леди Гага — «Poker Face»
- Бритни Спирс — «Womanizer»
- Канье Уэст — «Love Lockdown»

### Лучшее мужское видео | Best Male Video
- Эминем — «We Made You»
- Jay-Z — «D.O.A. (Death of Auto-Tune)»
- Ни-Йо — «Miss Independent»
- T.I. (с участием Рианны) — «Live Your Life»
- Канье Уэст — «Love Lockdown»

### Лучшее женское видео | Best Female Video
- Бейонсе — «Single Ladies (Put a Ring on It)»
- Келли Кларксон — «My Life Would Suck Without You»
- Леди Гага — «Poker Face»
- Кэти Перри — «Hot n Cold»
- Пинк — «So What»
- Тейлор Свифт — «You Belong With Me»

### Лучший новый артист | Best New Artist
- 3OH!3 — «Don't Trust Me»
- Дрейк — «Best I Ever Had»
- Кид Кади — «Day 'n' Night»
- Леди Гага — «Poker Face»
- Asher Roth — «I Love College»

### Лучшее поп видео | Best Pop Video
- Бейонсе — «Single Ladies (Put a Ring on It)»
- Cobra Starship (с участием Лейтон Мистер) — «Good Girls Go Bad»
- Леди Гага — «Poker Face»
- Бритни Спирс — «Womanizer»
- Wisin & Yandel — «Abusadora»

### Лучшее рок видео | Best Rock Video
- Coldplay — «Viva la Vida»
- Fall Out Boy — «I Don’t Care»
- Green Day — «21 Guns»
- Kings of Leon — «Use Somebody»
- Paramore — «Decode»

### Лучшее хип-хоп видео | Best Hip-Hop Video
- Эминем — «We Made You»
- Флоу Райда (с участием Кеши) — «Right Round»
- Jay-Z — «D.O.A. (Death of Auto-Tune)»
- Asher Roth — «I Love College»
- Канье Уэст — «Love Lockdown»

### Прорыв видео | Breakthrough Video
- Anjulie — «Boom»
- Bat for Lashes — «Daniel»
- Chairlift — «Evident Utensil»
- Cold War Kids — «I’ve Seen Enough»
- Death Cab for Cutie — «Grapevine Fires»
- Gnarls Barkley — «Who’s Gonna Save My Soul»
- Major Lazer — «Hold the Line»
- Matt & Kim — «Lessons Learned»
- Passion Pit — «The Reeling»
- Yeah Yeah Yeahs — «Heads Will Roll»

### Лучшая режиссура | Best Direction in a Video
- Бейонсе — «Single Ladies (Put a Ring on It)» (режиссёр: Джейк Нава)
- Cobra Starship (с участием Лейтон Мистер) — «Good Girls Go Bad» (режиссёр: Каи Реган)
- Green Day — «21 Guns» (режиссёр: Марк Уэбб)
- Леди Гага — «Paparazzi» (режиссёр: Юнас Окерлунд)
- Бритни Спирс — «Circus (песня)» (режиссёр: Френсис Лоуренс)

### Лучшая хореография | Best Choreography in a Video
- Бейонсе — «Single Ladies (Put a Ring on It)» (хореографы: Frank Gatson и JaQuel Knight)
- Сиара (с участием Джастина Тимберлейка) — «Love Sex Magic» (хореографы: Jamaica Craft и Marty Kudelka)
- Kristinia DeBarge — «Goodbye (песня Kristinia DeBarge)» (хореограф: Jamaica Craft)
- A.R. Rahman и Pussycat Dolls — «Jai Ho! (You Are My Destiny)» (хореографы: Робин Антин и Mikey Minden)
- Бритни Спирс — «Circus (песня)» (хореограф: Andre Fuentes)

### Лучшие эффекты в видео | Best Special Effects in a Video
- Бейонсе — «Single Ladies (Put a Ring on It)» (эффекты: VFX Effects и Louis Mackall V)
- Эминем — «We Made You» (эффекты: Ingenuity Engine)
- Gnarls Barkley — «Who's Gonna Save My Soul» (эффекты: Gradient Effects и Image Metrics)
- Леди Гага — «Paparazzi» (эффекты: Chimney Pot)
- Канье Уэст (с участием Mr Hudson) — «Paranoid» (эффекты: Wizardflex and Ghost Town Media)

### Лучшая художественная работа | Best Art Direction in a Video
- Бейонсе — «Single Ladies (Put a Ring on It)» (арт-директор: Niamh Byrne)
- Coldplay — «Viva la Vida» (арт-директор: Gregory de Maria)
- Gnarls Barkley — «Who's Gonna Save My Soul» (арт-директор: Zach Matthews)
- Леди Гага — «Paparazzi» (арт-директор: Jason Hamilton)
- Бритни Спирс — «Circus» (арт-директора: Laura Fox and Charles Varga)

### Лучший монтаж | Best Editing in a Video
- Бейонсе — «Single Ladies (Put a Ring on It)» (монтаж: Jarrett Fijal)
- Coldplay — «Viva la Vida» (монтаж: Hype Williams)
- Майли Сайрус — «7 Things» (монтаж: Jarrett Fijal)
- Леди Гага — «Paparazzi» (монтаж: Danny Tull и Юнас Окерлунд)
- Бритни Спирс — «Circus (песня)» (монтаж: Jarrett Fijal)

### Лучшая операторская работа | Best Cinematography in a Video
- Бейонсе — «Single Ladies (Put a Ring on It)» (оператор: Jim Fealy)
- Coldplay — «Viva la Vida» (оператор: John Perez)
- Green Day — «21 Guns» (оператор: Jonathan Sela)
- Леди Гага — «Paparazzi» (оператор: Eric Broms)
- Бритни Спирс — «Circus (песня)» (оператор: Thomas Kloss)

### Лучшее видео | Best Video (That Should Have Won a Moonman)
- Beastie Boys — «Sabotage (песня)»
- Бьорк — «Human Behaviour»
- Dr. Dre — «Nuthin' but a "G" Thang»
- Foo Fighters — «Everlong»
- Джордж Майкл — «Freedom! '90»
- OK Go — «Here It Goes Again»
- Tom Petty and the Heartbreakers — «Into the Great Wide Open»
- Radiohead — «Karma Police»
- Дэвид Ли Рот — «California Girls»
- U2 — «Where the Streets Have No Name»

### Лучшее выступление на фестивале «Пепси» | Best Performance in a Pepsi Rock Band Video
- Blaq Star — «Shining Star»
- Nerds in Disguise — «My Own Worst Enemy»
- One (Wo)Man Band — «Bad Reputation»
- The Sleezy Treezy — «Here It Goes Again»
- Synopsis — «The Kill»

## Выступления
- Джанет Джексон с танцорами концертного тура This Is It — «Thriller», «Bad», «Smooth Criminal», и «Scream»[2]
- Кэти Перри и Джо Пэрри — «We Will Rock You»
- Тейлор Свифт — «You Belong with Me»[3]
- 3OH!3 — «Don’t Trust Me»
- Леди Гага — «Poker Face» intro/«Paparazzi»
- Green Day — «East Jesus Nowhere»
- Бейонсе — «Sweet Dreams» intro/«Single Ladies (Put a Ring on It)»
- Muse — «Uprising»
- The All-American Rejects — «Gives You Hell»
- Кид Кади — «Remembering DJ AM»
- Пинк — «Sober»
- Jay-Z & Алиша Киз — «Empire State of Mind»

## При участии

### Предварительное шоу
- Базз Олдрин — представил номинацию «Breakthrough Video»
- Sway Calloway — представил номинацию «Best Video (That Should Have Won a Moonman)»

### Основное шоу
- Мадонна (певица) — открыла шоу и трибьют Майкла Джексона
- Шакира и Тейлор Лотнер — презентовали номинацию «Лучшее женское видео»
- Джек Блэк и Лейтон Мистер — презентовали номинацию «Лучшее рок видео»
- Миранда Косгроув и Джастин Бибер — представили Тейлор Свифт
- Пит Венц и Gabe Saporta — представили Леди Гагу
- Нелли Фуртадо и Кристин Каваллари — презентовали номинацию «Лучшее поп видео»
- Меган Фокс и Адам Броди — представили Green Day
- Роберт Паттинсон, Кристен Стюарт и Тейлор Лотнер — представили новый трейлер фильма Сумерки. Сага. Новолуние
- Чейс Кроуфорд и Ни-Йо — представили Бейонсе
- Шон Коумз и Джейми-Линн Сиглер — презентовали номинацию «Лучшее мужское видео»
- Джерард Батлер и Алекса Чанг — представили Muse
- Дженнифер Лопес — презентовала номинацию «Лучшее хип-хоп видео»
- Эминем и Трейси Морган — презентовали номинацию «Лучший новый артист»
- Серена Уильямс — представила Пинк
- Джимми Фэллон и Энди Сэмберг — презентовали номинацию «Видео года»